# Прусс Ольга Григорівна
Прусс Ольга Григорівна (нар. 31 травня 1934, с. Степанівка Менського району Чернігівської області) — мікробіолог, кандидат ветеринарних наук (1972), лауреат Державної премії УPCP в галузі науки і техніки (1989).

## Біографія
Народилася в селянській родині. Закінчила Бірківську семирічну школу, Ніжинський ветеринарний технікум, ветеринарний факультет та аспірантуру Української сільськогосподарської академії (1958). Спочатку завідувала Чкалівською ветеринарною дільницею Нікопольського району Дніпропетровської області. З 1962 до 1999 року — провідний науковий співробітник Інституту сільськогосподарської мікробіології УААН в Чернігові. Автор 55 наукових праць в галузі ветеринарної мікробіології та вірусології, 9 авторських свідоцтв, патенту.

## Відзнаки
1989 року за розробку та впровадження системи заходів з профілактики і лікування хвороби Тешена свиней і створення з цією метою набору діагностикумів і вірусвакцини О. Г. Прусс присуджена Державна премія УРСР в галузі науки і техніки.
Нагороджена медалями, відзнакою «Винахідник СРСР» (1990).

## Праці
- Прусс О. Г. К характеристике экспериментального лептоспироза свиней / О. Г. Прусс // Ветеринария. — 1964. — № 8.
- Прусс О. Г. Лептоспироз свиней / О. Г. Прусс // Свиноводство. — 1964. — № 4.
- Прусс О. Г. Ліквідація гострого лептоспірозу / О. Г. Прусс // Тваринництво України. — 1969. — № 7.
- Прусс О. Г. Індикація ентеровірусів свиней / О. Г. Прусс // Вісник сільськогосподарської науки. — 1977. — № 2.
- Вивчення анти-генних властивостей ентеровірусів свиней біологічними методами // Бюлетень Інституту сільськогосподарської мікробіології УААН. — 1998. — № 3. — С. 30.